# Mossgrön solfågel
Frasersolfågel (Deleornis fraseri) är en fågel i familjen solfåglar inom ordningen tättingar.

## Utseende och läte
Mossgrön solfågel är en förvånansvärt sångarlik medelstor medlem av familjen. Fjäderdräkten är övervägande gulgrön med mer olivgrönt på huvudet. Runt ögonen syns som ljusa glasögon och den relativt stora näbben är något nedåtböjd. Bland lätena hörs korta och torra "tiktiktik!", medan sången består av en längre serie typiskt solfågelaktiga toner med tydliga pauser emellan, från klara visslingar till drillar.

## Utbredning och systematik
Mossgrön solfågel delas upp i tre underarter med följande utbredning:
- D. f. idius – Guinea och Sierra Leone till Ghana och Togo
- D. f. cameroonensis – södra Nigeria till Centralafrikanska republiken, nordvästra Angola, Gabon och Republiken Kongo
- D. f. fraseri – Bioko i Guineabukten

Gråhuvad solfågel (Deleornis axillaris) behandlas ibland som underart till mossgrön solfågel.

## Levnadssätt
Mossgrön solfågel hittas i skog och skogsbryn. Den ses ofta i smågrupper eller artblandade flockar som rör sig i undervegetationen på jakt efter insekter.

## Status och hot
Arten har ett stort utbredningsområde, men tros minska i antal, dock inte tillräckligt kraftigt för att den ska betraktas som hotad. Internationella naturvårdsunionen IUCN listar arten som livskraftig (LC).

## Namn
Artens vetenskapliga namn hedrar den engelska zoologen Louis Fraser. Tidigare kallades den frasersolfågel även på svenska, men tilldelades 2024 ett mer informativt namn av BirdLife Sveriges taxonomikommitté.